# Joseph H. Williams

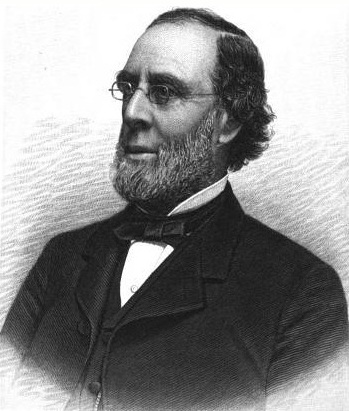
Joseph H. Williams

Joseph Hartwell Williams (* 2. Juni 1814 in Augusta, heutiges Maine, damals Massachusetts; † 19. Juli 1896) war ein US-amerikanischer Politiker und von 1857 bis 1858 Gouverneur von Maine.

## Werdegang
Nach der Grundschule besuchte Williams bis 1830 die Harvard University. Danach studierte er an der Dane Law School in Cambridge Jura. Williams begann seine politische Karriere als Demokrat, trat aber 1854 in die neu entstandene Republikanische Partei über. Im Jahr 1857 war er Mitglied und sogar Präsident des Landessenats von Maine. Durch den Rücktritt von Gouverneur Hannibal Hamlin am 25. Februar 1857 musste er als Senatspräsident dessen Amtszeit als Gouverneur beenden. Damit war Joseph Williams zwischen dem 25. Februar 1857 und dem 6. Januar 1858 Gouverneur von Maine. Zwischen 1864 und 1866 und nochmals von 1873 bis 1875 war Williams Abgeordneter im Landesparlament von Maine.
1879 bewarb er sich erfolglos um eine Rückkehr in das Amt des Gouverneurs. Danach zog er sich aus der Politik zurück und arbeitete als Rechtsanwalt. Joseph Williams starb am 19. Juli 1896. Er war mit Apphia Putnam verheiratet. Gemeinsam hatten sie ein Kind.